# Consistoire départemental de Metz
Cet article court présente un sujet plus développé dans : Consistoire central israélite de France.
Le Consistoire israélite de la Moselle (CIM), dont le siège est à Metz, est un établissement public du culte qui agit en tant qu'organisation faîtière reconnue d'État pour les communautés juives du département de la Moselle. 
Le Consistoire israélite, comme le Consistoire central israélite et douze autres Consistoires régionaux, a été créé par Napoléon dans un décret impérial du 15 mars 1808. 
Les communautés juives comptaient au total 1 517 membres en 1808.